# Maria Bartiromo

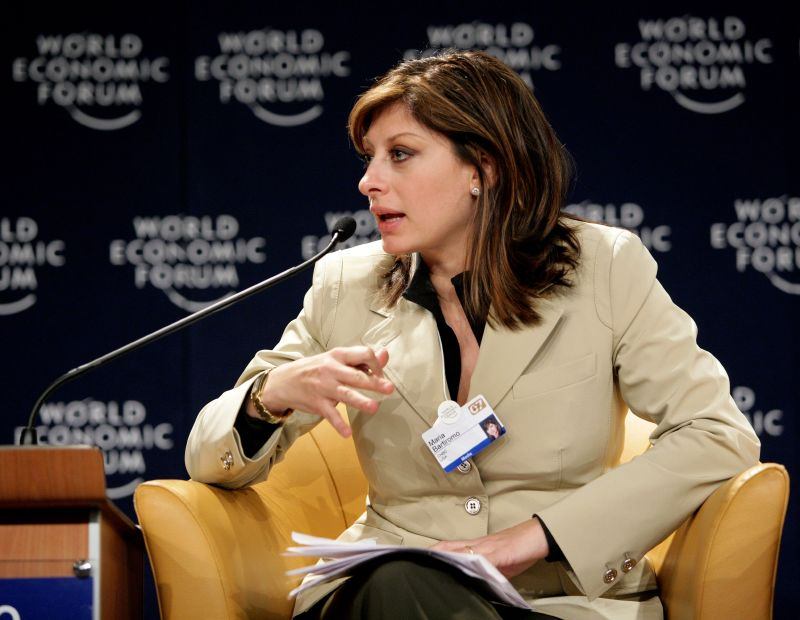
Maria Bartiromo em Davos (Suíça) em 2007.

Maria Bartiromo (Brooklyn, Nova Iorque, 11 de setembro de 1967) é uma apresentadora de notícias de negócios nos canais televisivos FOX News e FOX Business, e repórter e entrevistadora norte-americana da rede de televisão CNBC, tendo co-apresentando o programa Closing Bell. Maria Bartiromo é também apresentadora e editora-chefe do Wall Street Journal Report. Em 2007, o website NewsBios.com nomeou Maria Bartiromo como uma das 100 maiores influentes jornalistas de negócios dos Estados Unidos da América.
Maria Bartiromo é também colunista de diversas revistas de negócios e de generalistas. É autora dos livros: Use the News: How to Separate the Noise from the Investment Nuggets e Make Money in Any Economy. Ela ganhou prêmios incluindo o Union League of Philadelphia’s Lincoln Statue Award, em 2004, e o Coalition of Italian-American Associations' Excellence in Broadcast Journalism Award, em 1997. Bartiromo foi nomeada em 2002 pelo Gerald Loeb Awards por Distinguished Business e Financial Journalism por alguma séries cobrindo as viúvas do 11 de Setembro.

## Vida pessoal
Maria Bartiromo cresceu em Bay Ridge sub-bairro ao sul do Brooklyn. Quando adolescente, ela cuidava das contas para o restaurante italiano de seus pais, local onde seu pai era o chef.
Bartiromo graduou-se em Jornalismo na Universidade de Nova Iorque, com um minor em Economia.
Em 13 de junho de 1999, Maria Bartiromo casou-se com Jonathan Steinberg, filho de um investidor falido chamado Saul Steinberg. Jonathan ("Jono") foi o fundador e chefe de um grupo de investidores individuais, agora uma extinta companhia de serviços financeiros em Manhattan.
Em meados da década de 1990, Joey Ramone, vocalista da banda de punk rock The Ramones, demonstrou admiração por Maria Bartiromo e escreveu uma canção em sua homenagem, no qual elogiou sua beleza e seu conhecimento da bolsa de valores. Após a morte de Joey Ramone, em abril de 2001, Maria Bartiromo disse em uma entrevista à NPR que ela havia ficado incrivelmente lisonjeada por ter sido homenageada por uma estrela como Joey Ramone.

## Citações
- "Eu faço as perguntas duras de um modo civilizado".
- [quando perguntaram o por quê do apelido "Money Honey" ou querido dinheiro] "Francamente, eu estou lisonjeada. Eu sei o que faço".